# Colin Pocock
Colin Eric Innes Pocock (Harare, 11 juni 1972) is een Zuid-Afrikaanse voormalige beachvolleybalspeler. Hij nam eenmaal deel aan de Olympische Spelen.

## Carrière
Pocock speelde in 1996 met Andrew Pocock deel in Durban een toernooi in de FIVB World Tour. In 2004 vormde hij een team met Gershon Rorich. Het duo nam deel aan elf reguliere toernooien in de World Tour en kwam daarbij tot een zeventiende plaats bij de Kaapstad Open. Ze plaatsten zich voor de Olympische Spelen in Athene. Daar gingen ze als tweede in de groep door naar de achtste finales. In de achtste finale werden ze uitgeschakeld door de Australiërs Julien Prosser en Mark Williams. In 2007 deed Pocock met Ralph Thompson mee aan de kwalificaties van het Open-toernooi in Manama en in 2014 speelde hij met Casey Augoustides op het Open-toernooi in Mangaung, wat zijn laatste internationale optreden was.

## Palmares
Kampioenschappen
- 2004: 9e OS